# Tour des Alpes 2017
La 41e édition de Tour des Alpes a eu lieu du 17 au 21 avril 2017. Elle fait partie du calendrier UCI Europe Tour 2017 en catégorie 2.HC. La course était auparavant nommée Tour du Trentin. Cette édition fut remportée par Geraint Thomas devant Thibaut Pinot. Michele Scarponi (Astana) termine quatrième et meurt le lendemain d'un accident à l'entraînement.

## Équipes
| WorldTeams (7)- AG2R La Mondiale - Astana - BMC Racing Team - Bora-Hansgrohe - Cannondale-Drapac - FDJ - Sky Équipes continentales professionnelles (7)- Androni Giocattoli - Aqua Blue Sport - Bardiani CSF - Caja Rural-Seguros RGA - Gazprom-RusVelo - Nippo-Vini Fantini - Wilier Triestina-Selle Italia Équipes continentales (3)- Bike Aid - Sangemini-MG.Kvis - Tirol Équipe nationale- Italie |
| |

## Étapes
Ce Tour des Alpes comporte cinq étapes et traverse les régions Trentin-Tyrol-du-Sud entre Autriche et Italie.

## Déroulement de la course

### 1reétape
Cette étape autrichienne a vu plusieurs tentatives d'échappée. Ackermann a pris les points sur les sprints intermédiaires et Foliforov ceux de la montagne. Scarponi gagne sa dernière victoire.
| \| Classement de l'étape \| Classement de l'étape \| Classement de l'étape \| Classement de l'étape \| Classement de l'étape \| \| Coureur \| Coureur \| Pays \| Équipe \| Temps \| \| --------------------- \| --------------------- \| --------------------- \| --------------------------- \| --------------------- \| \| 1er \| Michele Scarponi \| Italie \| Astana \| 3 h 32 min 15 s \| \| 2e \| Geraint Thomas \| Royaume-Uni \| Team Sky \| + 0 s \| \| 3e \| Thibaut Pinot \| France \| FDJ \| + 0 s \| \| 4e \| Davide Formolo \| Italie \| Cannondale-Drapac \| + 0 s \| \| 5e \| Domenico Pozzovivo \| Italie \| AG2R La Mondiale \| + 0 s \| \| 6e \| Dario Cataldo \| Italie \| Astana \| + 0 s \| \| 7e \| Mattia Cattaneo \| Italie \| Androni-Sidermec-Bottecchia \| + 4 s \| \| 8e \| Hugh Carthy \| Royaume-Uni \| Cannondale-Drapac \| + 8 s \| \| 9e \| Rohan Dennis \| Australie \| BMC Racing Team \| + 11 s \| \| 10e \| Damiano Caruso \| Italie \| BMC Racing Team \| + 11 s \| |                    |             |                             |                 |
| |                    |             |                             |                 |
| Source : ProCyclingStats |                    |             |                             |                 |
| Classement de l'étape |                    |             |                             |                 |
| Coureur | Coureur            | Pays        | Équipe                      | Temps           |
| 1er | Michele Scarponi   | Italie      | Astana                      | 3 h 32 min 15 s |
| 2e | Geraint Thomas     | Royaume-Uni | Team Sky                    | + 0 s           |
| 3e | Thibaut Pinot      | France      | FDJ                         | + 0 s           |
| 4e | Davide Formolo     | Italie      | Cannondale-Drapac           | + 0 s           |
| 5e | Domenico Pozzovivo | Italie      | AG2R La Mondiale            | + 0 s           |
| 6e | Dario Cataldo      | Italie      | Astana                      | + 0 s           |
| 7e | Mattia Cattaneo    | Italie      | Androni-Sidermec-Bottecchia | + 4 s           |
| 8e | Hugh Carthy        | Royaume-Uni | Cannondale-Drapac           | + 8 s           |
| 9e | Rohan Dennis       | Australie   | BMC Racing Team             | + 11 s          |
| 10e | Damiano Caruso     | Italie      | BMC Racing Team             | + 11 s          |

| \| Classement général \| Classement général \| Classement général \| Classement général \| Classement général \| \| Coureur \| Coureur \| Pays \| Équipe \| Temps \| \| ------------------ \| ------------------ \| ------------------ \| --------------------------- \| ------------------ \| \| 1er \| Michele Scarponi \| Italie \| Astana \| 3 h 32 min 05 s \| \| 2e \| Geraint Thomas \| Royaume-Uni \| Team Sky \| + 4 s \| \| 3e \| Thibaut Pinot \| France \| FDJ \| + 6 s \| \| 4e \| Davide Formolo \| Italie \| Cannondale-Drapac \| + 10 s \| \| 5e \| Domenico Pozzovivo \| Italie \| AG2R La Mondiale \| + 10 s \| \| 6e \| Dario Cataldo \| Italie \| Astana \| + 10 s \| \| 7e \| Mattia Cattaneo \| Italie \| Androni-Sidermec-Bottecchia \| + 14 s \| \| 8e \| Hugh Carthy \| Royaume-Uni \| Cannondale-Drapac \| + 18 s \| \| 9e \| Rohan Dennis \| Australie \| BMC Racing Team \| + 21 s \| \| 10e \| Damiano Caruso \| Italie \| BMC Racing Team \| + 21 s \| |                    |             |                             |                 |
| |                    |             |                             |                 |
| Source : ProCyclingStats |                    |             |                             |                 |
| Classement général |                    |             |                             |                 |
| Coureur | Coureur            | Pays        | Équipe                      | Temps           |
| 1er | Michele Scarponi   | Italie      | Astana                      | 3 h 32 min 05 s |
| 2e | Geraint Thomas     | Royaume-Uni | Team Sky                    | + 4 s           |
| 3e | Thibaut Pinot      | France      | FDJ                         | + 6 s           |
| 4e | Davide Formolo     | Italie      | Cannondale-Drapac           | + 10 s          |
| 5e | Domenico Pozzovivo | Italie      | AG2R La Mondiale            | + 10 s          |
| 6e | Dario Cataldo      | Italie      | Astana                      | + 10 s          |
| 7e | Mattia Cattaneo    | Italie      | Androni-Sidermec-Bottecchia | + 14 s          |
| 8e | Hugh Carthy        | Royaume-Uni | Cannondale-Drapac           | + 18 s          |
| 9e | Rohan Dennis       | Australie   | BMC Racing Team             | + 21 s          |
| 10e | Damiano Caruso     | Italie      | BMC Racing Team             | + 21 s          |

### 2eétape
L'étape a été écourtée. Le départ a été donné à Vipiteno après le premier col à cause de neige. Une échappée de trois coureurs (Pirazzi - Landa  et Caruso) se fait rejoindre dans les trois derniers kilomètres. Rohan Dennis remporte le sprint devant Thibaut Pinot.
| \| Classement de l'étape \| Classement de l'étape \| Classement de l'étape \| Classement de l'étape \| Classement de l'étape \| \| Coureur \| Coureur \| Pays \| Équipe \| Temps \| \| --------------------- \| --------------------- \| --------------------- \| ----------------------------- \| --------------------- \| \| 1er \| Rohan Dennis \| Australie \| BMC Racing Team \| 3 h 20 min 13 s \| \| 2e \| Thibaut Pinot \| France \| FDJ \| + 0 s \| \| 3e \| Davide Ballerini \| Italie \| Androni-Sidermec-Bottecchia \| + 0 s \| \| 4e \| Nick Schultz \| Australie \| Caja Rural-Seguros RGA \| + 0 s \| \| 5e \| Geraint Thomas \| Royaume-Uni \| Team Sky \| + 0 s \| \| 6e \| Eduard Prades \| Espagne \| Caja Rural-Seguros RGA \| + 0 s \| \| 7e \| Luis León Sánchez \| Espagne \| Astana \| + 0 s \| \| 8e \| Mattia Cattaneo \| Italie \| Androni-Sidermec-Bottecchia \| + 0 s \| \| 9e \| Kenny Elissonde \| France \| Team Sky \| + 0 s \| \| 10e \| Matteo Busato \| Italie \| Wilier Triestina-Selle Italia \| + 0 s \| |                   |             |                               |                 |
| |                   |             |                               |                 |
| Source : ProCyclingStats |                   |             |                               |                 |
| Classement de l'étape |                   |             |                               |                 |
| Coureur | Coureur           | Pays        | Équipe                        | Temps           |
| 1er | Rohan Dennis      | Australie   | BMC Racing Team               | 3 h 20 min 13 s |
| 2e | Thibaut Pinot     | France      | FDJ                           | + 0 s           |
| 3e | Davide Ballerini  | Italie      | Androni-Sidermec-Bottecchia   | + 0 s           |
| 4e | Nick Schultz      | Australie   | Caja Rural-Seguros RGA        | + 0 s           |
| 5e | Geraint Thomas    | Royaume-Uni | Team Sky                      | + 0 s           |
| 6e | Eduard Prades     | Espagne     | Caja Rural-Seguros RGA        | + 0 s           |
| 7e | Luis León Sánchez | Espagne     | Astana                        | + 0 s           |
| 8e | Mattia Cattaneo   | Italie      | Androni-Sidermec-Bottecchia   | + 0 s           |
| 9e | Kenny Elissonde   | France      | Team Sky                      | + 0 s           |
| 10e | Matteo Busato     | Italie      | Wilier Triestina-Selle Italia | + 0 s           |

| \| Classement général \| Classement général \| Classement général \| Classement général \| Classement général \| \| Coureur \| Coureur \| Pays \| Équipe \| Temps \| \| ------------------ \| ------------------ \| ------------------ \| --------------------------- \| ------------------ \| \| 1er \| Thibaut Pinot \| France \| FDJ \| 6 h 52 min 18 s \| \| 2e \| Michele Scarponi \| Italie \| Astana \| + 0 s \| \| 3e \| Geraint Thomas \| Royaume-Uni \| Team Sky \| + 4 s \| \| 4e \| Dario Cataldo \| Italie \| Astana \| + 10 s \| \| 5e \| Domenico Pozzovivo \| Italie \| AG2R La Mondiale \| + 10 s \| \| 6e \| Davide Formolo \| Italie \| Cannondale-Drapac \| + 10 s \| \| 7e \| Rohan Dennis \| Australie \| BMC Racing Team \| + 11 s \| \| 8e \| Mattia Cattaneo \| Italie \| Androni-Sidermec-Bottecchia \| + 14 s \| \| 9e \| Hugh Carthy \| Royaume-Uni \| Cannondale-Drapac \| + 18 s \| \| 10e \| Damiano Caruso \| Italie \| BMC Racing Team \| + 21 s \| |                    |             |                             |                 |
| |                    |             |                             |                 |
| Source : ProCyclingStats |                    |             |                             |                 |
| Classement général |                    |             |                             |                 |
| Coureur | Coureur            | Pays        | Équipe                      | Temps           |
| 1er | Thibaut Pinot      | France      | FDJ                         | 6 h 52 min 18 s |
| 2e | Michele Scarponi   | Italie      | Astana                      | + 0 s           |
| 3e | Geraint Thomas     | Royaume-Uni | Team Sky                    | + 4 s           |
| 4e | Dario Cataldo      | Italie      | Astana                      | + 10 s          |
| 5e | Domenico Pozzovivo | Italie      | AG2R La Mondiale            | + 10 s          |
| 6e | Davide Formolo     | Italie      | Cannondale-Drapac           | + 10 s          |
| 7e | Rohan Dennis       | Australie   | BMC Racing Team             | + 11 s          |
| 8e | Mattia Cattaneo    | Italie      | Androni-Sidermec-Bottecchia | + 14 s          |
| 9e | Hugh Carthy        | Royaume-Uni | Cannondale-Drapac           | + 18 s          |
| 10e | Damiano Caruso     | Italie      | BMC Racing Team             | + 21 s          |

### 3eétape
Une échappée de trois coureurs (Leigh Howard, Davide Orrico et Filippo Fortin) prend plus de six minutes d'avance, mais l'écart se réduit fortement dans la dernière ascension. Landa attaque dans les cinq derniers kilomètres, suivi par Pozzovivo. Thomas vient les rejoindre à la flamme rouge pour gagner l'étape et prendre le maillot fushia.
| \| Classement de l'étape \| Classement de l'étape \| Classement de l'étape \| Classement de l'étape \| Classement de l'étape \| \| Coureur \| Coureur \| Pays \| Équipe \| Temps \| \| --------------------- \| --------------------- \| --------------------- \| --------------------- \| --------------------- \| \| 1er \| Geraint Thomas \| Royaume-Uni \| Team Sky \| 3 h 47 min 50 s \| \| 2e \| Mikel Landa \| Espagne \| Team Sky \| + 0 s \| \| 3e \| Domenico Pozzovivo \| Italie \| AG2R La Mondiale \| + 4 s \| \| 4e \| Pierre Rolland \| France \| Cannondale-Drapac \| + 13 s \| \| 5e \| Thibaut Pinot \| France \| FDJ \| + 13 s \| \| 6e \| Emanuel Buchmann \| Allemagne \| Bora-Hansgrohe \| + 15 s \| \| 7e \| Danilo Celano \| Italie \| Italie \| + 15 s \| \| 8e \| Damiano Caruso \| Italie \| BMC Racing Team \| + 15 s \| \| 9e \| Davide Formolo \| Italie \| Cannondale-Drapac \| + 15 s \| \| 10e \| Hugh Carthy \| Royaume-Uni \| Cannondale-Drapac \| + 15 s \| |                    |             |                   |                 |
| |                    |             |                   |                 |
| Source : ProCyclingStats |                    |             |                   |                 |
| Classement de l'étape |                    |             |                   |                 |
| Coureur | Coureur            | Pays        | Équipe            | Temps           |
| 1er | Geraint Thomas     | Royaume-Uni | Team Sky          | 3 h 47 min 50 s |
| 2e | Mikel Landa        | Espagne     | Team Sky          | + 0 s           |
| 3e | Domenico Pozzovivo | Italie      | AG2R La Mondiale  | + 4 s           |
| 4e | Pierre Rolland     | France      | Cannondale-Drapac | + 13 s          |
| 5e | Thibaut Pinot      | France      | FDJ               | + 13 s          |
| 6e | Emanuel Buchmann   | Allemagne   | Bora-Hansgrohe    | + 15 s          |
| 7e | Danilo Celano      | Italie      | Italie            | + 15 s          |
| 8e | Damiano Caruso     | Italie      | BMC Racing Team   | + 15 s          |
| 9e | Davide Formolo     | Italie      | Cannondale-Drapac | + 15 s          |
| 10e | Hugh Carthy        | Royaume-Uni | Cannondale-Drapac | + 15 s          |

| \| Classement général \| Classement général \| Classement général \| Classement général \| Classement général \| \| Coureur \| Coureur \| Pays \| Équipe \| Temps \| \| ------------------ \| ------------------ \| ------------------ \| ------------------ \| ------------------ \| \| 1er \| Geraint Thomas \| Royaume-Uni \| Team Sky \| 10 h 40 min 02 s \| \| 2e \| Domenico Pozzovivo \| Italie \| AG2R La Mondiale \| + 16 s \| \| 3e \| Thibaut Pinot \| France \| FDJ \| + 19 s \| \| 4e \| Michele Scarponi \| Italie \| Astana \| + 21 s \| \| 5e \| Davide Formolo \| Italie \| Cannondale-Drapac \| + 31 s \| \| 6e \| Mikel Landa \| Espagne \| Team Sky \| + 36 s \| \| 7e \| Hugh Carthy \| Royaume-Uni \| Cannondale-Drapac \| + 39 s \| \| 8e \| Damiano Caruso \| Italie \| BMC Racing Team \| + 42 s \| \| 9e \| Pierre Rolland \| France \| Cannondale-Drapac \| + 46 s \| \| 10e \| Danilo Celano \| Italie \| Italie \| + 48 s \| |                    |             |                   |                  |
| |                    |             |                   |                  |
| Source : ProCyclingStats |                    |             |                   |                  |
| Classement général |                    |             |                   |                  |
| Coureur | Coureur            | Pays        | Équipe            | Temps            |
| 1er | Geraint Thomas     | Royaume-Uni | Team Sky          | 10 h 40 min 02 s |
| 2e | Domenico Pozzovivo | Italie      | AG2R La Mondiale  | + 16 s           |
| 3e | Thibaut Pinot      | France      | FDJ               | + 19 s           |
| 4e | Michele Scarponi   | Italie      | Astana            | + 21 s           |
| 5e | Davide Formolo     | Italie      | Cannondale-Drapac | + 31 s           |
| 6e | Mikel Landa        | Espagne     | Team Sky          | + 36 s           |
| 7e | Hugh Carthy        | Royaume-Uni | Cannondale-Drapac | + 39 s           |
| 8e | Damiano Caruso     | Italie      | BMC Racing Team   | + 42 s           |
| 9e | Pierre Rolland     | France      | Cannondale-Drapac | + 46 s           |
| 10e | Danilo Celano      | Italie      | Italie            | + 48 s           |

### 4eétape
Parmi l'échappée composé de Andreetta, Frankiny, Pirazzi, Roy et Villella, seuls Frankiny et Pirazzi arrivent à atteindre le dernier col. Hubert Dupont tente de les rejoindre, mais ils sont tous trois repris à la flamme rouge. Pinot fait le sprint, seul Montaguti arrive à le dépasser sur la ligne.
| \| Classement de l'étape \| Classement de l'étape \| Classement de l'étape \| Classement de l'étape \| Classement de l'étape \| \| Coureur \| Coureur \| Pays \| Équipe \| Temps \| \| --------------------- \| --------------------- \| --------------------- \| ----------------------------- \| --------------------- \| \| 1er \| Matteo Montaguti \| Italie \| AG2R La Mondiale \| 4 h 56 min 38 s \| \| 2e \| Thibaut Pinot \| France \| FDJ \| + 0 s \| \| 3e \| Rohan Dennis \| Australie \| BMC Racing Team \| + 0 s \| \| 4e \| Luis León Sánchez \| Espagne \| Astana \| + 0 s \| \| 5e \| José Mendes \| Portugal \| Bora-Hansgrohe \| + 0 s \| \| 6e \| Damiano Caruso \| Italie \| BMC Racing Team \| + 0 s \| \| 7e \| Lawrence Warbasse \| États-Unis \| Aqua Blue Sport \| + 0 s \| \| 8e \| Iuri Filosi \| Italie \| Nippo-Vini Fantini \| + 0 s \| \| 9e \| Matteo Busato \| Italie \| Wilier Triestina-Selle Italia \| + 0 s \| \| 10e \| Davide Villella \| Italie \| Cannondale-Drapac \| + 0 s \| |                   |            |                               |                 |
| |                   |            |                               |                 |
| Source : ProCyclingStats |                   |            |                               |                 |
| Classement de l'étape |                   |            |                               |                 |
| Coureur | Coureur           | Pays       | Équipe                        | Temps           |
| 1er | Matteo Montaguti  | Italie     | AG2R La Mondiale              | 4 h 56 min 38 s |
| 2e | Thibaut Pinot     | France     | FDJ                           | + 0 s           |
| 3e | Rohan Dennis      | Australie  | BMC Racing Team               | + 0 s           |
| 4e | Luis León Sánchez | Espagne    | Astana                        | + 0 s           |
| 5e | José Mendes       | Portugal   | Bora-Hansgrohe                | + 0 s           |
| 6e | Damiano Caruso    | Italie     | BMC Racing Team               | + 0 s           |
| 7e | Lawrence Warbasse | États-Unis | Aqua Blue Sport               | + 0 s           |
| 8e | Iuri Filosi       | Italie     | Nippo-Vini Fantini            | + 0 s           |
| 9e | Matteo Busato     | Italie     | Wilier Triestina-Selle Italia | + 0 s           |
| 10e | Davide Villella   | Italie     | Cannondale-Drapac             | + 0 s           |

| \| Classement général \| Classement général \| Classement général \| Classement général \| Classement général \| \| Coureur \| Coureur \| Pays \| Équipe \| Temps \| \| ------------------ \| ------------------ \| ------------------ \| ------------------ \| ------------------ \| \| 1er \| Geraint Thomas \| Royaume-Uni \| Team Sky \| 15 h 36 min 40 s \| \| 2e \| Thibaut Pinot \| France \| FDJ \| + 13 s \| \| 3e \| Domenico Pozzovivo \| Italie \| AG2R La Mondiale \| + 16 s \| \| 4e \| Michele Scarponi \| Italie \| Astana \| + 21 s \| \| 5e \| Davide Formolo \| Italie \| Cannondale-Drapac \| + 31 s \| \| 6e \| Mikel Landa \| Espagne \| Team Sky \| + 36 s \| \| 7e \| Hugh Carthy \| Royaume-Uni \| Cannondale-Drapac \| + 39 s \| \| 8e \| Damiano Caruso \| Italie \| BMC Racing Team \| + 42 s \| \| 9e \| Pierre Rolland \| France \| Cannondale-Drapac \| + 46 s \| \| 10e \| Emanuel Buchmann \| Allemagne \| Bora-Hansgrohe \| + 48 s \| |                    |             |                   |                  |
| |                    |             |                   |                  |
| Source : ProCyclingStats |                    |             |                   |                  |
| Classement général |                    |             |                   |                  |
| Coureur | Coureur            | Pays        | Équipe            | Temps            |
| 1er | Geraint Thomas     | Royaume-Uni | Team Sky          | 15 h 36 min 40 s |
| 2e | Thibaut Pinot      | France      | FDJ               | + 13 s           |
| 3e | Domenico Pozzovivo | Italie      | AG2R La Mondiale  | + 16 s           |
| 4e | Michele Scarponi   | Italie      | Astana            | + 21 s           |
| 5e | Davide Formolo     | Italie      | Cannondale-Drapac | + 31 s           |
| 6e | Mikel Landa        | Espagne     | Team Sky          | + 36 s           |
| 7e | Hugh Carthy        | Royaume-Uni | Cannondale-Drapac | + 39 s           |
| 8e | Damiano Caruso     | Italie      | BMC Racing Team   | + 42 s           |
| 9e | Pierre Rolland     | France      | Cannondale-Drapac | + 46 s           |
| 10e | Emanuel Buchmann   | Allemagne   | Bora-Hansgrohe    | + 48 s           |

### 5eétape
Un groupe de neuf coureurs échappés lutte contre un groupe des favoris au classement général excepté Hugh Carthy dans le peloton des attardés. Bernal et Rolland tente de s'échapper à plusieurs reprises. Finalement le groupe des favoris va groupé jusqu'à l'arrivée, et comme la veille Pinot fait le sprint dans les derniers hectomètres, et cette fois-ci il gagne l'étape.
| \| Classement de l'étape \| Classement de l'étape \| Classement de l'étape \| Classement de l'étape \| Classement de l'étape \| \| Coureur \| Coureur \| Pays \| Équipe \| Temps \| \| --------------------- \| --------------------- \| --------------------- \| --------------------------- \| --------------------- \| \| 1er \| Thibaut Pinot \| France \| FDJ \| 5 h 13 min 01 s \| \| 2e \| Brent Bookwalter \| États-Unis \| BMC Racing Team \| + 0 s \| \| 3e \| Geraint Thomas \| Royaume-Uni \| Team Sky \| + 0 s \| \| 4e \| Domenico Pozzovivo \| Italie \| AG2R La Mondiale \| + 0 s \| \| 5e \| Pierre Rolland \| France \| Cannondale-Drapac \| + 2 s \| \| 6e \| Michele Scarponi \| Italie \| Astana \| + 2 s \| \| 7e \| Egan Bernal \| Colombie \| Androni-Sidermec-Bottecchia \| + 2 s \| \| 8e \| Danilo Celano \| Italie \| Italie \| + 2 s \| \| 9e \| Mikel Landa \| Espagne \| Team Sky \| + 2 s \| \| 10e \| Emanuel Buchmann \| Allemagne \| Bora-Hansgrohe \| + 2 s \| |                    |             |                             |                 |
| |                    |             |                             |                 |
| Source : ProCyclingStats |                    |             |                             |                 |
| Classement de l'étape |                    |             |                             |                 |
| Coureur | Coureur            | Pays        | Équipe                      | Temps           |
| 1er | Thibaut Pinot      | France      | FDJ                         | 5 h 13 min 01 s |
| 2e | Brent Bookwalter   | États-Unis  | BMC Racing Team             | + 0 s           |
| 3e | Geraint Thomas     | Royaume-Uni | Team Sky                    | + 0 s           |
| 4e | Domenico Pozzovivo | Italie      | AG2R La Mondiale            | + 0 s           |
| 5e | Pierre Rolland     | France      | Cannondale-Drapac           | + 2 s           |
| 6e | Michele Scarponi   | Italie      | Astana                      | + 2 s           |
| 7e | Egan Bernal        | Colombie    | Androni-Sidermec-Bottecchia | + 2 s           |
| 8e | Danilo Celano      | Italie      | Italie                      | + 2 s           |
| 9e | Mikel Landa        | Espagne     | Team Sky                    | + 2 s           |
| 10e | Emanuel Buchmann   | Allemagne   | Bora-Hansgrohe              | + 2 s           |

## Classements finals

### Classement général final
| \| Classement général \| Classement général \| Classement général \| Classement général \| Classement général \| \| Coureur \| Coureur \| Pays \| Équipe \| Temps \| \| ------------------ \| ------------------ \| ------------------ \| --------------------------- \| ------------------ \| \| 1er \| Geraint Thomas \| Royaume-Uni \| Team Sky \| 20 h 49 min 37 s \| \| 2e \| Thibaut Pinot \| France \| FDJ \| + 7 s \| \| 3e \| Domenico Pozzovivo \| Italie \| AG2R La Mondiale \| + 20 s \| \| 4e \| Michele Scarponi \| Italie \| Astana \| + 27 s \| \| 5e \| Mikel Landa \| Espagne \| Team Sky \| + 42 s \| \| 6e \| Pierre Rolland \| France \| Cannondale-Drapac \| + 52 s \| \| 7e \| Emanuel Buchmann \| Allemagne \| Bora-Hansgrohe \| + 54 s \| \| 8e \| Danilo Celano \| Italie \| Italie \| + 54 s \| \| 9e \| Egan Bernal \| Colombie \| Androni-Sidermec-Bottecchia \| + 1 min 02 s \| \| 10e \| Rodolfo Torres \| Colombie \| Androni-Sidermec-Bottecchia \| + 1 min 16 s \| |                    |             |                             |                  |
| |                    |             |                             |                  |
| Source : ProCyclingStats |                    |             |                             |                  |
| Classement général |                    |             |                             |                  |
| Coureur | Coureur            | Pays        | Équipe                      | Temps            |
| 1er | Geraint Thomas     | Royaume-Uni | Team Sky                    | 20 h 49 min 37 s |
| 2e | Thibaut Pinot      | France      | FDJ                         | + 7 s            |
| 3e | Domenico Pozzovivo | Italie      | AG2R La Mondiale            | + 20 s           |
| 4e | Michele Scarponi   | Italie      | Astana                      | + 27 s           |
| 5e | Mikel Landa        | Espagne     | Team Sky                    | + 42 s           |
| 6e | Pierre Rolland     | France      | Cannondale-Drapac           | + 52 s           |
| 7e | Emanuel Buchmann   | Allemagne   | Bora-Hansgrohe              | + 54 s           |
| 8e | Danilo Celano      | Italie      | Italie                      | + 54 s           |
| 9e | Egan Bernal        | Colombie    | Androni-Sidermec-Bottecchia | + 1 min 02 s     |
| 10e | Rodolfo Torres     | Colombie    | Androni-Sidermec-Bottecchia | + 1 min 16 s     |

### Classements annexes

#### Classement par points
| Classement par points | Classement par points | Classement par points | Classement par points | Classement par points |
| --------------------- | --------------------- | --------------------- | --------------------- | --------------------- |
|                       | Coureur               | Pays                  | Équipe                | Point(s)              |
| 1er                   | Pascal Ackermann      | Allemagne             | Bora-Hansgrohe        | 12 points             |
| 2e                    | Francesco Gavazzi     | Italie                | Androni Giocattoli    | 12 pts                |
| 3e                    | Paolo Totò            | Italie                | Sangemini-MG.Kvis     | 8 pts                 |
| modifier              |                       |                       |                       |                       |

#### Classement de la montagne
| Classement de la montagne | Classement de la montagne | Classement de la montagne | Classement de la montagne | Classement de la montagne |
| ------------------------- | ------------------------- | ------------------------- | ------------------------- | ------------------------- |
|                           | Coureur                   | Pays                      | Équipe                    | Point(s)                  |
| 1er                       | Alexander Foliforov       | Russie                    | Gazprom-RusVelo           | 33 points                 |
| 2e                        | Davide Orrico             | Italie                    | Sangemini-MG.Kvis         | 20 pts                    |
| 3e                        | Stefano Pirazzi           | Italie                    | Bardiani CSF              | 18 pts                    |
| modifier                  |                           |                           |                           |                           |

#### Classement du meilleur jeune
| Classement du meilleur jeune | Classement du meilleur jeune | Classement du meilleur jeune | Classement du meilleur jeune | Classement du meilleur jeune |
|                              | Coureur                      | Pays                         | Équipe                       | Temps                        |
| ---------------------------- | ---------------------------- | ---------------------------- | ---------------------------- | ---------------------------- |
| 1er                          | Egan Bernal                  | Colombie                     | Androni Giocattoli           | en 20 h 50 min 39 s          |
| 2e                           | Hugh Carthy                  | Royaume-Uni                  | Cannondale-Drapac            | + 1 min 36 s                 |
| 3e                           | Cristian Rodríguez           | Espagne                      | Wilier Triestina             | + 3 min 30 s                 |
| modifier                     |                              |                              |                              |                              |

#### Classement par équipes
| Classement par équipes | Classement par équipes        | Classement par équipes | Classement par équipes |
| Équipe                 | Équipe                        | Pays                   | Temps                  |
| ---------------------- | ----------------------------- | ---------------------- | ---------------------- |
| 1re                    | BMC Racing Team               | États-Unis             | 62 h 35 min 31 s       |
| 2e                     | Androni Giocattoli            | Italie                 | + 1 min 58 s           |
| 3e                     | AG2R La Mondiale              | France                 | + 2 min 29 s           |
| 4e                     | Astana                        | Kazakhstan             | + 6 min 51 s           |
| 5e                     | Wilier Triestina-Selle Italia | Italie                 | + 9 min 27 s           |
| 6e                     | Sky                           | Royaume-Uni            | + 10 min 43 s          |
| 7e                     | FDJ                           | France                 | + 17 min 52 s          |
| 8e                     | Cannondale-Drapac             | États-Unis             | + 21 min 00 s          |
| 9e                     | Nippo-Vini Fantini            | Italie                 | + 33 min 55 s          |
| 10e                    | Caja Rural-Seguros RGA        | Espagne                | + 46 min 14 s          |